# Fridays
Fridays var namnet på en direktsänd komedishow från American Broadcasting Company, ABC. Fridays sändes direkt varje fredag under perioden 11 april 1980 till den 23 april 1982. Från början var showen 70 minuter lång men den förlängdes till 90 minuter från säsong två.

## Likheter och skillnader medSaturday Night Live
Programmet skapades för att kopiera den succé som NBC hade med Saturday Night Live. Försöket fungerade förhållandevis väl, inte minst för att Saturday Night Live upplevde en svacka i kvalitet och antal tittare efter att skaparen Lorne Michaels lämnat produktionen. Liksom Saturday Night Live innehöll Fridays musikinslag, påhittade nyheter, parodier på tv-program och reklam samt att man från och med andra säsongen hade kändisar som värdar.
Skillnaden mot Saturday Night Live låg i en mer alternativ inställning som framförallt manifesterades i en råare humor beträffande sex, droger och politik, men också sketcher med svartare humor.
Serien sågades vid sin premiär, vilket var samtidigt som avslutningen av Saturday Night Lives femte säsong. Ändå tog det inte lång tid innan Fridays passerade Saturday Night Live som var som minst populärt under sin sjätte säsong.
Under den inledande säsongen hade Fridays inte någon gästvärd, även om gästartister dök upp i cameoframträdanden och i musikframträdanden. Under den andra säsongen användes gästvärdar, vilket inleddes med Geoge Carlin som också varit den första gästvärden för Saturday Night Live. Brooke Shields blev den yngsta person som var Fridays gästvärd år 1981, vid en ålder på 16 år. Musikinslagen var mer producerade i Fridays än i Saturday Night Lives men också mer alternativa med punk- och New wave-musik.

## Fridays manusförfattare
- Steve Adams
- Rod Ash
- Jack Burns
- Larry Charles
- Mark Curtis
- Larry David
- Bryan Gordon
- Rich Hall
- Kevin Kelton
- Bruce Kirschbaum
- Tom Kramer
- Bruce Mahler
- Matt Neuman
- Elaine Pope
- Fred Raker
- Joe Shulkin

## Musikframträdanden
- The Four Tops
- AC/DC i deras amerikanska TV-debut med Brian Johnson som sångare
- The Beach Boys
- Pat Benatar
- Gary U.S. Bonds
- The Boomtown Rats
- Jimmy Buffett
- The Busboys
- The Cars
- Chubby Checker
- The Clash i deras amerikanska TV-debut
- The Tubes
- Devo
- Dire Straits
- Graham Parker and the Rumour
- Heart
- Huey Lewis and the News
- The Jam
- Jefferson Starship
- Jim Carroll
- Journey
- Kim Carnes
- King Crimson
- Kiss
- Tom Petty and the Heartbreakers
- The Plasmatics
- The Pretenders
- Quarterflash
- Rockpile
- Scandal
- Sir Douglas Quintet, samtidigt med Andy Kaufmann
- Split Enz
- The Stray Cats i deras amerikanska TV-debut.
- Franke and the Knockouts

## Gästvärdar
- George Carlin, har även varit värd för Saturday Night Live
- Shelley Winters
- Henny Youngman
- Valerie Bertinelli
- Michael McKean, har även varit värd för Saturday Night Live
- David L. Lander
- Andy Kaufman
- Billy Crystal, har även varit värd för Saturday Night Live
- David Steinberg
- Don Novello, har även varit värd för Saturday Night Live
- Madeline Kahn, har även varit värd för Saturday Night Live
- Mark Hamill
- George Hamilton
- William Shatner, har även varit värd för Saturday Night Live
- Anthony Geary
- Genie Francis
- Karen Allen
- Marty Feldman
- Brooke Shields
- David Naughton
- Jamie Lee Curtis, har även varit värd för Saturday Night Live
- Shelley Duvall, har även varit värd för Saturday Night Live
- Peter Fonda
- Susan Sarandon
- Beau Bridges, har även varit värd för Saturday Night Live
- Valerie Harper
- Tab Hunter
- Howard E. Rollins, Jr.
- Bob Balaban
- Victoria Principal
- Lynn Redgrave
- Gregory Hines
- Marilu Henner

## Nedläggning
Serien avslutades 1982 efter att ABC beslutat sända nyhetsprogrammet Nightline fem dagar i veckan. Fridays flyttades till midnatt istället för 23:30 vilket ledde till att tittare försvann. Samtidigt förbättrades också konkurrenten Saturday Night Live. ABC gjorde ett sista försök att rädda programmet genom att flytta det till prime time. Det innebar att det ställdes mot TV-serien Dallas vilket inte hjälpte tittarsiffrorna uppåt och serien lades ned.
Det närmaste en återförening Fridays har kommit var det allra sista avsnittet av Seinfeld där Michael Richards, Melanie Chartoff, Bruce Mahler och Maryedith Burrell framträdde och som skrevs av Larry David.